# Sironta
Sironta è uno strumento  di software P2P collaborativo per lo scambio, la creazione e l'editing di documenti che richiedono un lavoro di squadra.
Sironta contatta due o più utenti facendo in modo che, senza apportare alcuna modifica alla rete, possano condividere file di qualsiasi tipo e di qualsiasi dimensione in qualsiasi parte del mondo, senza violare le condizioni di riservatezza né l'NDA che possono avere queste documenti.
L'implementazione è disponibile in tre versioni per Linux, Windows e macOS. Tutte e tre le versioni possono essere scaricate dal sito web di Sironta.

## Storia
Sironta è stato creato per soddisfare una necessità interna di Techideas. Techideas ha avuto difficoltà nel lavorare con membri di centri di ricerca diversi, sparsi in tutto il mondo. Collaborare per condividere informazioni, documenti e simulazioni in modo efficiente era un ostacolo insormontabile per gli strumenti a disposizione su Internet.
Nel novembre 2006,  Techideas inizia il progetto Sironta per uso interno. A causa del cattivo benvenuto che Sironta ha avuto, Techideas decide solo nel 2010 di pubblicare l'applicazione.

## Caratteristiche

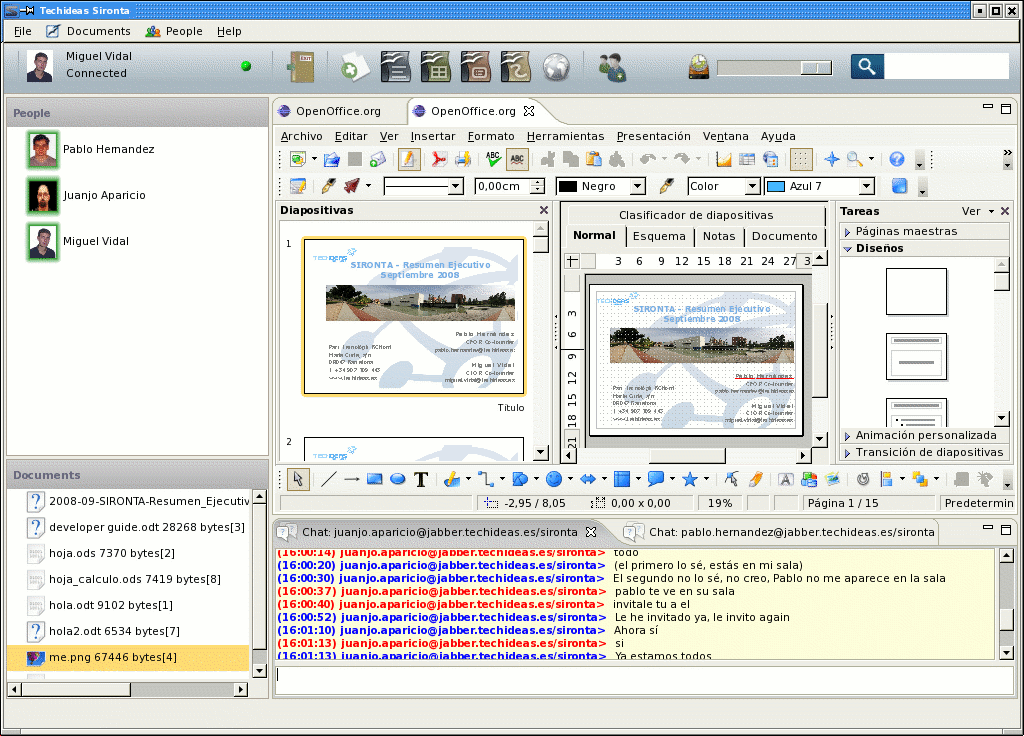
Sironta screenshot.

Le caratteristiche principali di Sironta sono:
- Strumento di comunicazione diretta P2P[5].
- Rete distribuita, non è centralizzata su un server esterno.
- Creare, quota e modificare documenti.
- Open Office[6] che incorporano embedded.
- La condivisione di file di qualsiasi tipo e dimensione, senza limitazioni o restrizioni.
- Dopo aver modificato un documento, solo modifiche vengono inviate attraverso la rete, non tutti i file completi.
- È possibile modificare i documenti off-line senza essere connessi alla rete.
- Mantenere la riservatezza dei documenti e la condivisione di file. Non vi è nessuna perdita di informazioni.
- È open source, con licenza AGPL v3.
- Funziona con file di qualsiasi tipo di applicazione che si installa sul computer, da file sharing calendari (*. ics) ai file Matlab.
- Sistema di controllo di versione dei documenti.